# Wicked Nature
Wicked Nature è il sesto album in studio del gruppo alternative rock australiano The Vines, pubblicato nel 2014.

## Tracce
Disco 1
1. Metal Zone – 2:24
2. Ladybug – 2:29
3. Green Utopia – 2:25
4. Psychomatic – 2:02
5. Killin the Planet – 3:24
6. Anything You Say – 1:42
7. Venus Fly Trap – 2:34
8. Good Enough – 1:54
9. Out the Loop – 1:23
10. Rave It – 2:58
11. Wicked Nature – 4:35
12. Into the Fire – 4:00

Disco 2
1. Reincarnation – 1:56
2. Love Is Gone – 1:52
3. Truth – 2:19
4. Slightly Alien – 2:14
5. Everything Else – 2:22
6. Fly Away – 1:41
7. Girl I Want – 2:22
8. Clueless – 1:59
9. Darkest Shadow – 2:05
10. Funny Thing – 3:39

## Formazione
- Craig Nicholls - voce, chitarra
- Tim John - basso
- Lachlan West - batteria